# 城山インターチェンジ
城山インターチェンジ（きやまインターチェンジ）は、福岡県筑紫野市大字城山にある鳥栖筑紫野道路のインターチェンジである。

## 案内板
- 城山出口

## 道路
- 鳥栖筑紫野道路

## 接続する道路
- 福岡県道582号山口原田線

## 周辺
- 美しが丘北
- パルクの湯
- 福岡常葉高等学校

## 隣
鳥栖筑紫野道路
原田IC - 城山IC - 立明寺IC